# مركز واسط للأراضي الرطبة

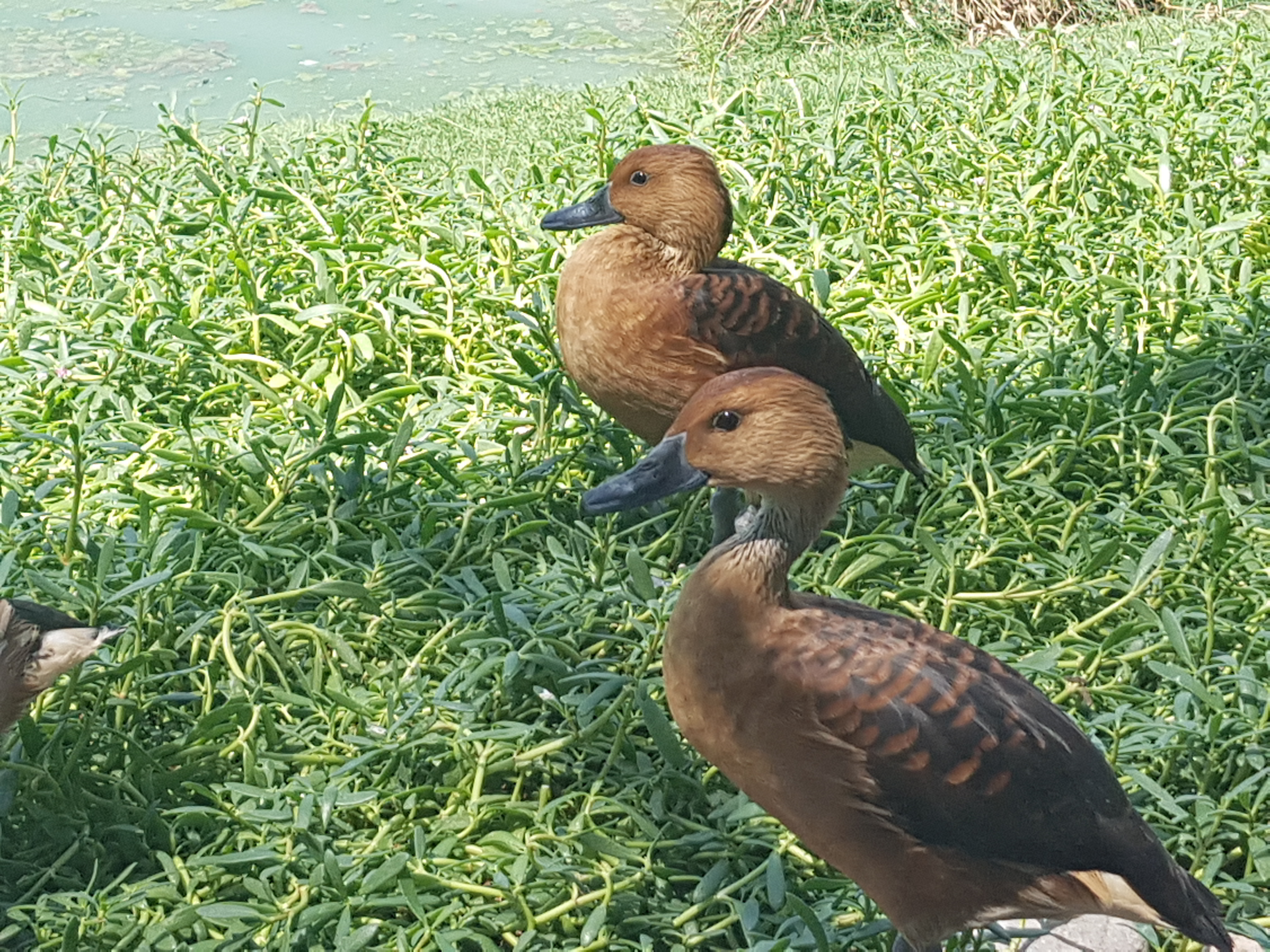
زوج من البط الصافير (Dendrocygna bicolor) في مركز واسط للأراضي الرطبة

مركز واسط للأراضي الرطبة هو منطقة محمية في الشارقة ، الإمارات العربية المتحدة . يحافظ على مساحة من نوع من الأراضي الرطبة ( السبخة أو السهل الملحي) كان شائعًا في السابق على طول السهول الساحلية الغربية لدولة الإمارات العربية المتحدة ويتكون من مركز للزوار مع نقاط مشاهدة لكل من الطيور الأسيرة والبرية ، فضلاً عن مناطق واسعة من الكثبان الرملية والطين والبحيرات المالحة وبرك المياه العذبة. يقع المركز في ضاحية واسط شمال الشارقة ، ويمتد على طول حدود الشارقة / عجمان . يضم المركز 86 هكتار (210 أكر) من الموائل المحمية ، وقد تم إدراجه كموقع رامسار منذ عام 2019.
المركز ، الذي افتتحه حاكم الشارقة الدكتور سلطان بن محمد القاسمي في عام 2015 ، تديره هيئة البيئة والمحميات الطبيعية التابعة لحكومة الشارقة وينظم جولات بعربات الجولف حول منطقة المحمية الواسعة ، والتي تضم عدداً من من المنصات أو نقاط المراقبة. يقدم المركز أيضًا مقهى في الموقع ومتجرًا للهدايا التذكارية وألعابًا تعليمية تفاعلية للأطفال. يوجد في قلب مركز الزوار معرض طويل وعازل للصوت يسمح للزوار بمشاهدة الطيور دون إزعاجهم.

## التنوع البيولوجي والتعليم البيئي
هدف المنشأة هو تثقيف وإعلام الزوار حول بيئة الأراضي الرطبة الفريدة مع تشجيع الحفاظ عليها. بالإضافة إلى مناطق المشاهدة ، يحتوي المركز على وثائق وعروض حول الأراضي الرطبة  وصالات محاضرات ومكاتب.
يوفر مركز الأراضي الرطبة للحيوانات المحلية والطيور المهاجرة مكانًا آمنًا للتكاثر. يعيش ما يصل إلى 350 نوعًا من الطيور في المنطقة أو تهاجر إليها ، ويتم إيواء حوالي 60 نوعًا من الطيور بشكل دائم في مركز الزوار. وتشمل هذه الطيور عددًا من الطيور النادرة ، بما في ذلك أبو منجل ناسك ، أبو منجل اللامع ، ومالك الحزين الرمادي ، والبط الرخامي (من الأنواع المهددة بالانقراض) ، دجاجة السلطان رمادية الرأس ، والبجع ذو الظهر الوردي ، وطيور الفلامنجو الكبيرة .

## تحويل الأراضي الرطبة
كان موقع مركز واسط للأراضي الرطبة يومًا ما مكبًا للقمامة ،  لذا فإن إنشاء المركز حوّل أرضًا قاحلة إلى أرض رطبة. وهو جزء من مشروع أكبر لإعادة تأهيل الأراضي الرطبة الساحلية  الذي بدأ في عام 2010. المركز مخصص للتعليم البيئي ، يساعد الزوار على فهم التنوع البيولوجي للبيئة مع توفير «رئة خضراء» لسكان الشارقة.